# Tillandsia baptistana
Tillandsia baptistana är en gräsväxtart som beskrevs av C.N.Gonç. och Azevêdo-gonç. Tillandsia baptistana ingår i släktet Tillandsia och familjen Bromeliaceae. Inga underarter finns listade i Catalogue of Life.